# Grand Prix-wegrace van Duitsland 1956
De Grand Prix-wegrace van Duitsland 1956 was de vierde Grand Prix van het wereldkampioenschap wegrace in het seizoen 1956. De races werden verreden op 22 juli 1956 op de Solitudering, een stratencircuit in het westelijk deel van de Duitse stad Stuttgart. In deze Grand Prix kwamen alle klassen aan de start en werden de wereldtitels in de 125cc-klasse en in de 250cc-klasse beslist.

## Algemeen
De Duitse Grand Prix trok volgens de Duitse pers meer dan 250.000 toeschouwers. Carlo Ubbiali verzekerde zich met de overwinning in de 250cc-klasse en de tweede plaats in de 125cc-klasse van beide wereldtitels. John Surtees werd door een val in de 350cc-race voor de rest van het seizoen uitgeschakeld.

## 500cc-klasse
John Surtees en Ken Kavanagh konden door hun blessures opgelopen in de 350cc-race niet in de 500cc-race starten, maar voor beiden was dat niet heel erg. Kavanagh had al besloten dat hij niet meer met de gevaarlijk slecht sturende Moto Guzzi Otto Cilindri zou starten. Surtees bleef ruim aan de leiding van de WK-stand omdat zijn grootste concurrenten Walter Zeller en Geoff Duke uitvielen. Surtees hoefde nog maar vier punten te scoren om wereldkampioen te worden, maar zou de rest van het seizoen niet meer kunnen starten.

### Uitslag 500cc-klasse
| Pos | Coureur             | Merk      | Tijd       | Punten |
| --- | ------------------- | --------- | ---------- | ------ |
| 1   | Reg Armstrong       | Gilera    | 1:23"16'4  | 8      |
| 2   | Umberto Masetti     | MV Agusta | + 14'0     | 6      |
| 3   | Pierre Monneret     | Gilera    | + 31'8     | 4      |
| 4   | Gerold Klinger      | BMW       | + 1"57'6   | 3      |
| 5   | Eddie Grant         | Gilera    | + 2"04'4   | 2      |
| 6   | Keith Bryen         | Norton    | + 2"06'2   | 1      |
| 7   | Alois Huber         | BMW       | + 3"11'9   |        |
| 8   | Ernst Hiller        | BMW       | + 3"13'2   |        |
| 9   | Jackie Wood         | Norton    | + 1 ronde  |        |
| 10  | Jacques Collot      | Norton    | + 1 ronde  |        |
| 11  | Ernst Riedelbauch   | BMW       | + 1 ronde  |        |
| 12  | Hans-Günther Jäger  | Norton    | + 1 ronde  |        |
| 13  | Peter Knees         | BMW       | + 1 ronde  |        |
| 14  | Hans-Joachim Scheel | Norton    | + 1 ronde  |        |
| 15  | Ulf Gate            | Norton    | + 1 ronde  |        |
| 16  | Berthold Sieler     | Norton    | + 2 ronden |        |
| 17  | Fred Cook           | Matchless | + 2 ronden |        |
| 18  | Karl-Heinz Scheifel | Norton    | + 2 ronden |        |

### Niet gefinisht
| Coureur            | Merk       | Oorzaak |
| ------------------ | ---------- | ------- |
| Barry Hodgkinson   | Norton     |         |
| Eric Hinton        | Norton     |         |
| Keith Campbell     | Norton     |         |
| Richard Thompson   | Matchless  |         |
| Bruno Böhrer       | Horex      |         |
| Günther Borgesdiek | Norton     |         |
| Karl-Heinz Ewig    | Norton     |         |
| Walter Zeller      | BMW        |         |
| Bill Lomas         | Moto Guzzi |         |
| Geoff Duke         | Gilera     |         |
| John Storr         | Norton     |         |
| Robert Matthews    | Norton     |         |
| Bob Coleman        | Norton     |         |
| Paul Fahey         | Matchless  |         |
| Sven Andersson     | Norton     |         |

### Niet deelgenomen
| Coureur         | Merk       | Oorzaak  |
| --------------- | ---------- | -------- |
| Bob Brown       | Matchless  |          |
| Ken Kavanagh    | Moto Guzzi | Blessure |
| Auguste Goffin  | Norton     |          |
| Bob McIntyre    | Norton     |          |
| Derek Ennett    | Matchless  |          |
| Dickie Dale     | Moto Guzzi |          |
| Geoff Tanner    | Norton     |          |
| Jack Brett      | Norton     |          |
| John Hartle     | Norton     |          |
| John Surtees    | MV Agusta  | Blessure |
| Wilfred Herron  | Norton     |          |
| Alfredo Milani  | Gilera     |          |
| Carlo Bandirola | MV Agusta  |          |
| Libero Liberati | Gilera     |          |
| Peter Murphy    | Matchless  |          |

### Top tien tussenstand 500cc-klasse
| Pos | Coureur         | Merk      | Ptn |
| --- | --------------- | --------- | --- |
| 1   | John Surtees    | MV Agusta | 24  |
| 2   | Walter Zeller   | BMW       | 15  |
| 3   | Umberto Masetti | MV Agusta | 9   |
| 4   | Pierre Monneret | Gilera    | 8   |
| 4   | Reg Armstrong   | Gilera    | 8   |
| 6   | John Hartle     | Norton    | 6   |
| 6   | Eddie Grant     | Norton    | 6   |
| 8   | Jack Brett      | Norton    | 4   |
| 8   | Keith Bryen     | Norton    | 4   |
| 10  | Gerold Klinger  | BMW       | 3   |

## 350cc-klasse
Bill Lomas en August Hobl werden eerste en tweede in de 350cc-race, precies zoals ze dat in het jaar ervoor op de Nordschleife gedaan hadden. Het bracht ze nu samen aan de leiding van het wereldkampioenschap, waar Ken Kavanagh en John Surtees door valpartijen wegvielen. Dickie Dale werd derde.
| Pos | Coureur        | Merk       | Tijd     | Punten |
| --- | -------------- | ---------- | -------- | ------ |
| 1   | Bill Lomas     | Moto Guzzi | 1:0"52'5 | 8      |
| 2   | August Hobl    | DKW        |          | 6      |
| 3   | Dickie Dale    | Moto Guzzi |          | 4      |
| 4   | Cecil Sandford | DKW        |          | 3      |
| 5   | Hans Bartl     | DKW        |          | 2      |
| 6   | Bob Matthews   | Norton     |          | 1      |

| Coureur      | Merk       | Oorzaak |
| ------------ | ---------- | ------- |
| John Surtees | MV Agusta  | Val     |
| Ken Kavanagh | Moto Guzzi | Val     |

| Coureur         | Merk   | Oorzaak      |
| --------------- | ------ | ------------ |
| Libero Liberati | Gilera | Geen machine |

| Coureur         | Merk      |
| --------------- | --------- |
| Bob Brown       | AJS       |
| Karl Hofmann    | DKW       |
| Alan Trow       | Norton    |
| Derek Ennett    | AJS       |
| Jack Brett      | Norton    |
| John Hartle     | Norton    |
| Roberto Colombo | MV Agusta |
| Umberto Masetti | MV Agusta |
| Peter Murphy    | AJS       |
| Eddie Grant     | Norton    |

### Top tien tussenstand 350cc-klasse
| Pos | Coureur        | Merk       | Ptn |
| --- | -------------- | ---------- | --- |
| 1   | August Hobl    | DKW        | 16  |
| 1   | Bill Lomas     | Moto Guzzi | 16  |
| 3   | John Surtees   | MV Agusta  | 14  |
| 4   | Cecil Sandford | DKW        | 13  |
| 5   | Ken Kavanagh   | Moto Guzzi | 10  |
| 6   | Derek Ennett   | AJS        | 6   |
| 7   | Dickie Dale    | Moto Guzzi | 5   |
| 8   | John Hartle    | Norton     | 4   |
| 9   | Karl Hofmann   | DKW        | 3   |
| 9   | Hans Bartl     | DKW        | 3   |

## 250cc-klasse
| Pos | Coureur           | Merk      | Tijd      | Punten |
| --- | ----------------- | --------- | --------- | ------ |
| 1   | Carlo Ubbiali     | MV Agusta | 1:02"58'5 | 8      |
| 2   | Luigi Taveri      | MV Agusta |           | 6      |
| 3   | Remo Venturi      | MV Agusta |           | 4      |
| 4   | Hans Baltisberger | NSU       |           | 3      |
| 5   | Bob Brown         | NSU       |           | 2      |
| 6   | Roland Heck       | NSU       |           | 1      |

| Coureur           | Merk       |
| ----------------- | ---------- |
| Maurice Büla      | NSU        |
| František Bartoš  | ČZ         |
| Jiří Koštír       | ČZ         |
| Horst Kassner     | NSU        |
| Jean-Pierre Bayle | NSU        |
| Arthur Wheeler    | Moto Guzzi |
| Bill Maddrick     | Moto Guzzi |
| Sammy Miller      | NSU        |
| Alano Montanari   | Moto Guzzi |
| Enrico Lorenzetti | Moto Guzzi |
| Roberto Colombo   | MV Agusta  |
| Kees Koster       | NSU        |
| Lo Simons         | NSU        |
| Bob Coleman       | NSU        |

### Top tien tussenstand 250cc-klasse
| Pos | Coureur                        | Merk       | Ptn |
| --- | ------------------------------ | ---------- | --- |
| 1   | Carlo Ubbiali (wereldkampioen) | MV Agusta  | 32  |
| 2   | Luigi Taveri                   | MV Agusta  | 18  |
| 3   | Roberto Colombo                | MV Agusta  | 9   |
| 3   | Horst Kassner                  | NSU        | 9   |
| 5   | Hans Baltisberger              | NSU        | 7   |
| 6   | Enrico Lorenzetti              | Moto Guzzi | 4   |
| 6   | Remo Venturi                   | MV Agusta  | 4   |
| 8   | Kees Koster                    | NSU        | 3   |
| 9   | František Bartoš               | ČZ         | 2   |
| 9   | Lo Simons                      | NSU        | 2   |
| 9   | Bob Brown                      | NSU        | 2   |

## 125cc-klasse
| Pos | Coureur            | Merk      | Tijd | Punten |
| --- | ------------------ | --------- | ---- | ------ |
| 1   | Romolo Ferri       | Gilera    |      | 8      |
| 2   | Carlo Ubbiali      | MV Agusta |      | 6      |
| 3   | Tarquinio Provini  | Mondial   |      | 4      |
| 4   | Fortunato Libanori | MV Agusta |      | 3      |
| 5   | August Hobl        | DKW       |      | 2      |
| 6   | Cecil Sandford     | Mondial   |      | 1      |
| 10  | Ernst Degner       | MZ        |      |        |

| Coureur            | Merk      |
| ------------------ | --------- |
| Luigi Taveri       | MV Agusta |
| František Bartoš   | ČZ        |
| Václav Parus       | ČZ        |
| Karl Hofmann       | DKW       |
| Enrico Sirera      | Montesa   |
| Francisco González | Montesa   |
| Marcello Cama      | Montesa   |
| Pierre Monneret    | Gilera    |
| Bill Maddrick      | MV Agusta |
| Bill Webster       | MV Agusta |
| Dave Chadwick      | LEF       |
| Frank Cope         | MV Agusta |
| John Grace         | Montesa   |
| Renato Sartori     | Mondial   |
| Sandro Artusi      | Ducati    |

### Top tien tussenstand 125cc-klasse
| Pos | Coureur                        | Merk      | Ptn |
| --- | ------------------------------ | --------- | --- |
| 1   | Carlo Ubbiali (wereldkampioen) | MV Agusta | 30  |
| 2   | Fortunato Libanori             | MV Agusta | 9   |
| 3   | Luigi Taveri                   | MV Agusta | 8   |
| 3   | Romolo Ferri                   | Gilera    | 8   |
| 5   | Marcello Cama                  | Montesa   | 6   |
| 5   | August Hobl                    | DKW       | 6   |
| 7   | Francisco González             | Montesa   | 4   |
| 7   | Karl Hofmann                   | DKW       | 4   |
| 7   | Pierre Monneret                | Gilera    | 4   |
| 7   | Cecil Sandford                 | Mondial   | 4   |
| 7   | Tarquinio Provini              | Mondial   | 4   |

## Zijspanklasse
| Pos | Coureur          | Bakkenist        | Merk   | Tijd    | Punten |
| --- | ---------------- | ---------------- | ------ | ------- | ------ |
| 1   | Wilhelm Noll     | Fritz Cron       | BMW    | 45:54'9 | 8      |
| 2   | Fritz Hillebrand | Manfred Grunwald | BMW    |         | 6      |
| 3   | Helmut Fath      | Emil Ohr         | BMW    |         | 4      |
| 4   | Walter Schneider | Hans Strauß      | BMW    |         | 3      |
| 5   | Cyril Smith      | Stanley Dibben   | Norton |         | 2      |
| 6   | Loni Neußner     | Dieter Hess      | BMW    |         | 1      |

| Coureur           | Bakkenist                    | Merk   |
| ----------------- | ---------------------------- | ------ |
| Bob Mitchell      | Eric Bliss                   | Norton |
| Jack Wijns        | Mick Woollett / Jean Verwoot | BMW    |
| Florian Camathias | Maurice Büla                 | BMW    |
| Jacques Drion     | Inge Stoll-Laforge           | BMW    |
| Bill Beevers      | Jeff Mundy                   | Norton |
| Bill Boddice      | William Storr                | Norton |
| Ernie Walker      | Dun Roberts                  | Norton |
| Frank Taylor      | Ron Taylor                   | Norton |
| Jackie Beeton     | Les Nutt                     | Norton |
| Pip Harris        | Ray Campbell                 | Norton |
| Albino Milani     | Rossano Milani               | Gilera |

### Top tien tussenstand zijspanklasse
| Pos | Coureur           | Bakkenist          | Merk   | Ptn |
| --- | ----------------- | ------------------ | ------ | --- |
| 1   | Fritz Hillebrand  | Manfred Grunwald   | BMW    | 25  |
| 2   | Wilhelm Noll      | Fritz Cron         | BMW    | 22  |
| 3   | Pip Harris        | Ray Campbell       | Norton | 12  |
| 4   | Bob Mitchell      | Eric Bliss         | Norton | 10  |
| 5   | Cyril Smith       | Stanley Dibben     | Norton | 6   |
| 5   | Helmut Fath       | Emil Ohr           | BMW    | 6   |
| 7   | Bill Boddice      | William Storr      | Norton | 4   |
| 8   | Walter Schneider  | Hans Strauß        | BMW    | 3   |
| 9   | Florian Camathias | Maurice Büla       | BMW    | 2   |
| 9   | Jackie Beeton     | Les Nutt           | Norton | 2   |
| 9   | Jacques Drion     | Inge Stoll-Laforge | BMW\|  | 2   |

1925 · 1926 · 1927 · 1928 · 1929 · 1930 · 1931 · 1933 · 1934 · 1935 · 1936 · 1937 · 1938 · 1939 · 1949 · 1950 · 1951 · 1952 · 1953 · 1954 · 1955 · 1956 · 1957 · 1958 · 1959 · 1960 · 1961 · 1962 · 1963 · 1964 · 1965 · 1966 · 1967 · 1968 · 1969 · 1970 · 1971 · 1972 · 1973 · 1974 · 1975 · 1976 · 1977 · 1978 · 1979 · 1980 · 1981 · 1982 · 1983 · 1984 · 1985 · 1986 · 1987 · 1988 · 1989 · 1990 · 1991 · 1992 · 1993 · 1994 · 1995 · 1996 · 1997 · 1998 · 1999 · 2000 · 2001 · 2002 · 2003 · 2004 · 2005 · 2006 · 2007 · 2008 · 2009 · 2010 · 2011 · 2012 · 2013 · 2014 · 2015 · 2016 · 2017 · 2018 · 2019 · 2021 · 2022 · 2023 · 2024 · 2025